# Muscle triceps brachial
Pour les articles homonymes, voir triceps.
Le muscle triceps brachial est un muscle postérieur du bras. C'est le seul muscle de la loge brachiale postérieure. 

## Structure
Le muscle triceps brachial a pour origine trois chefs :
- le chef latéral du muscle triceps brachial (ou muscle vaste externe du membre supérieur),
- le chef médial du muscle triceps brachial (ou chef profond du muscle triceps brachial ou muscle vaste interne du membre supérieur),
- le chef long du muscle triceps brachial (ou longue portion du triceps brachial ou muscle grand anconé ou muscle long triceps).

Les trois chefs se terminent par un tendon commun.

## Origine

### Chef latéral du muscle triceps brachial
Le chef latéral du triceps brachial nait au niveau de la face postérieure de la moitié proximale de l'humérus au-dessus du sillon du nerf radial.

### Chef médial du muscle triceps brachial
Le chef médial du triceps brachial nait au niveau des faces postérieure et médiale de la moitié distale de l'humérus au-dessous du sillon du nerf radial. Il se fixe également sur la face postérieure des septums intermusculaires latéral et médial.

### Chef long du muscle triceps brachial
Le long chef du triceps brachial nait  sur le tubercule infraglénoïdal de la scapula et sur le labrum glénoïdal.

## Trajet
Les trois chefs du muscle se dirigent vers le bas et se rejoignent au ventre du muscle.

## Insertion
Le muscle triceps brachial se termine par une lame tendineuse aplatie d'avant en arrière qui s'insère sur la face supérieure de l'olécrane. Les fibres musculaires inférieures du chef médial s'insère sur les faces latérale et médiale de l'olécrane.
La bourse subtendineuse du muscle triceps brachial (ou bourse séreuse sus-olécranienne ou bourse de Monro) s'interpose entre le tendon et la face postérieure de l'extrémité distale de l'humérus. Il peut exister de façon inconstante une bourse insérée dans le tendon : la bourse intratendineuse olécrânienne.

## Innervation
Le muscle triceps brachial est innervé par le nerf radial (C6 à C8).

## Vascularisation
Le muscle triceps brachial est irrigué par l'artère brachiale profonde.

## Action
Le muscle triceps brachial permet l'extension du coude et la rétropulsion de l'épaule.
Les chefs médial et latéral sont des extenseurs du coude.
Le chef long est extenseur du coude en synergie avec les chefs médial et latéral. Il est également extenseur du bras en synergie avec la portion postérieure des muscles deltoïde, grand rond et grand dorsal. De plus, le chef long limite le décentrage de la tête humérale.

## Culture physique
Les exercices les plus efficaces pour les triceps sont les extensions des avant-bras à la barre, couché sur un banc, le développé couché prise serrée ou encore les dips.

## Galerie

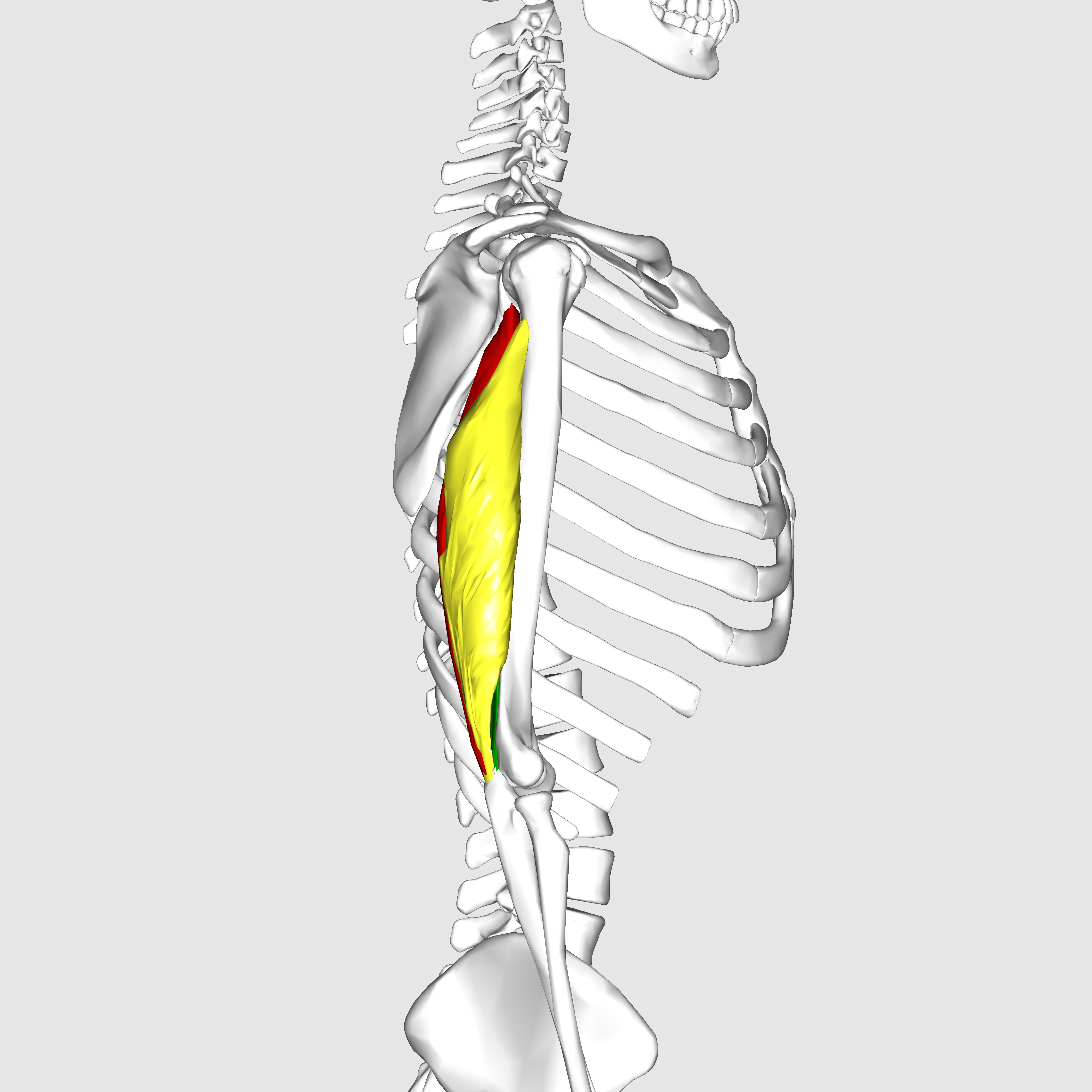
Vue latérale (rouge : chef long, jaune : chef latéral, vert : chef médial).
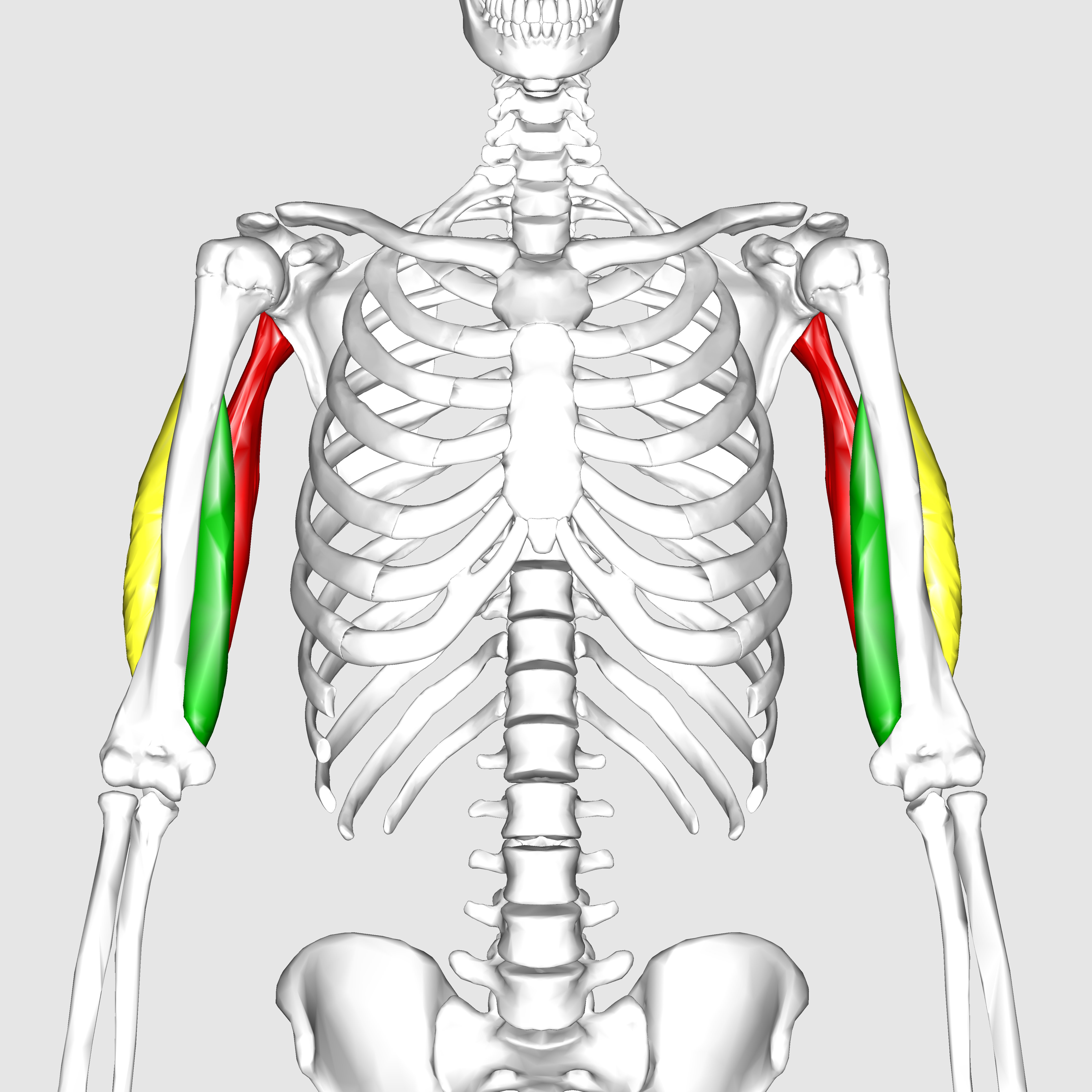
Vue antérieure.
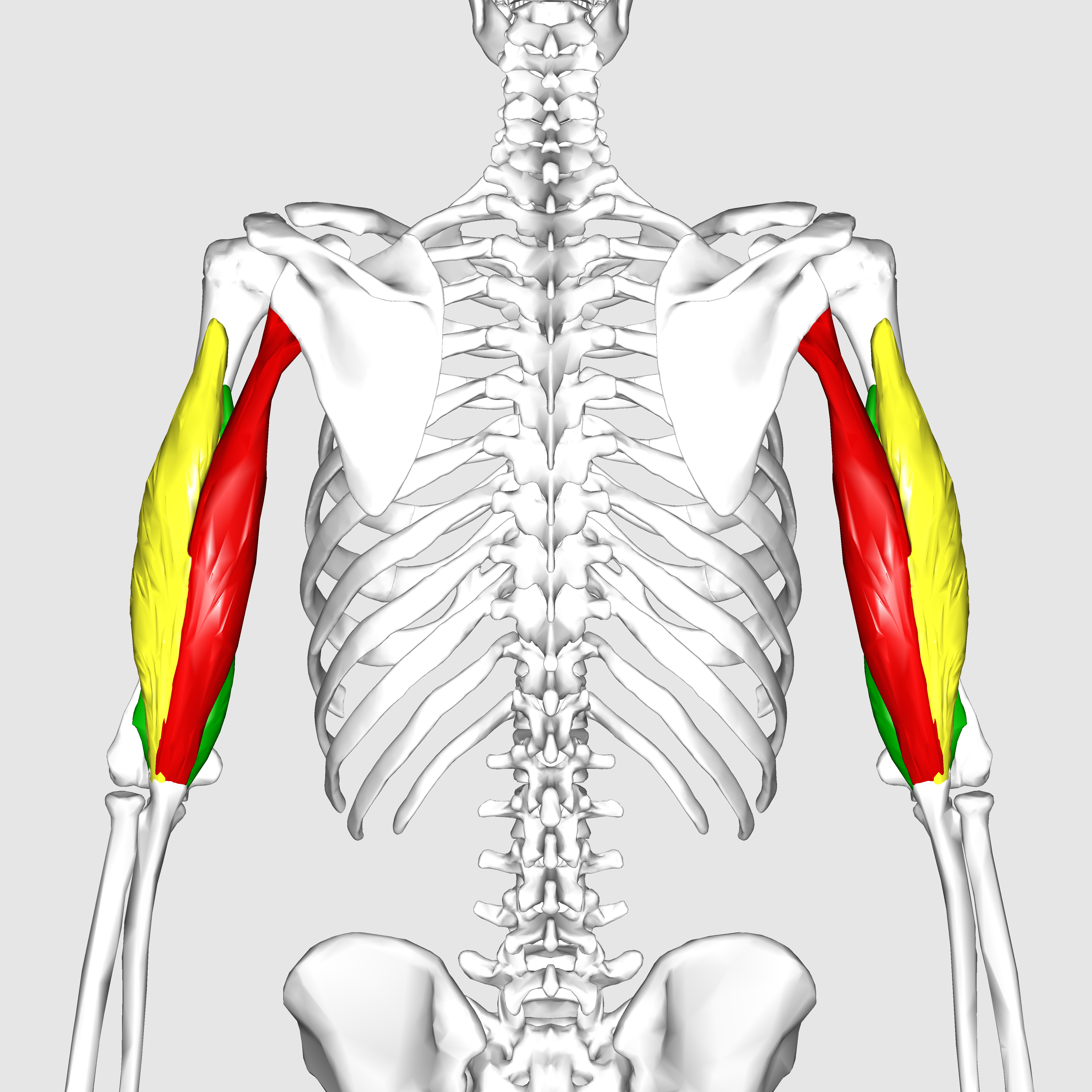
Vue postérieure.
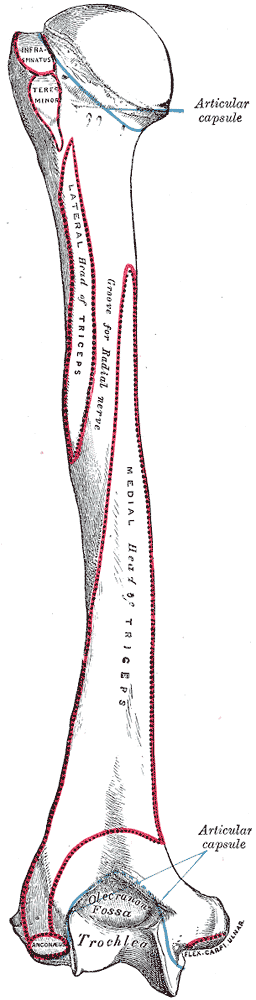
Origine humérale des chefs médial et latéral du muscle triceps brachial.
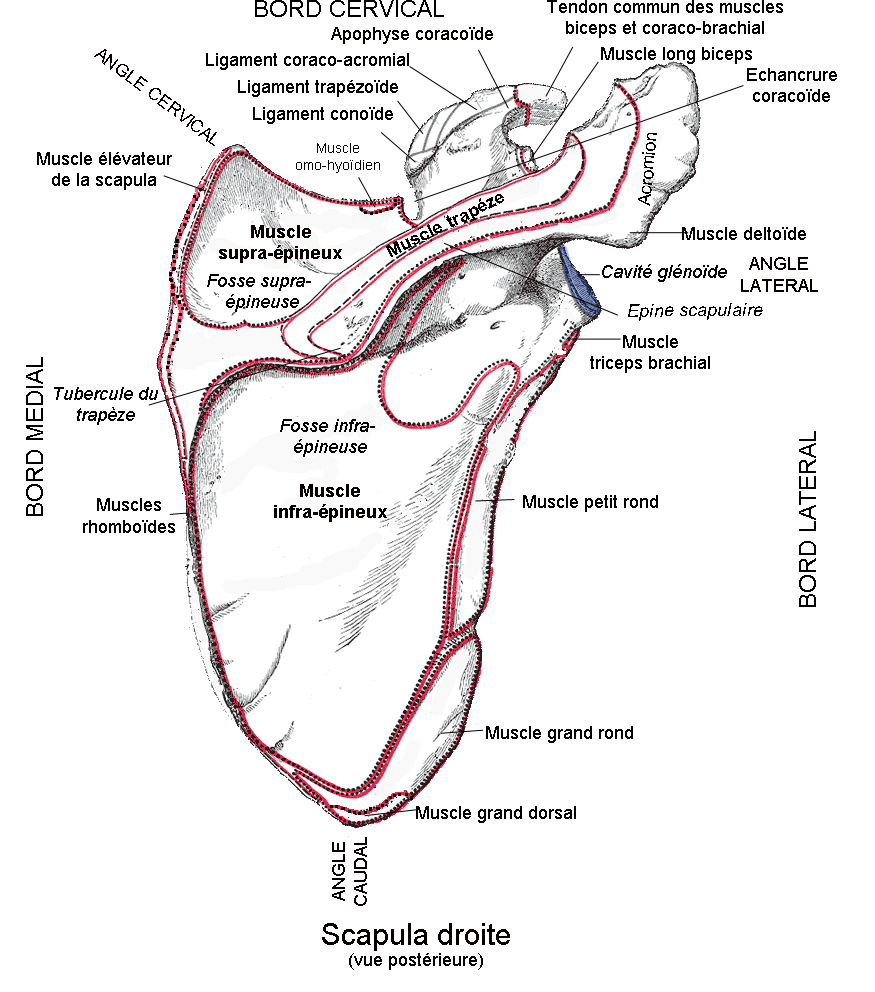
Origine scapulaire du chef long du muscle triceps brachial.
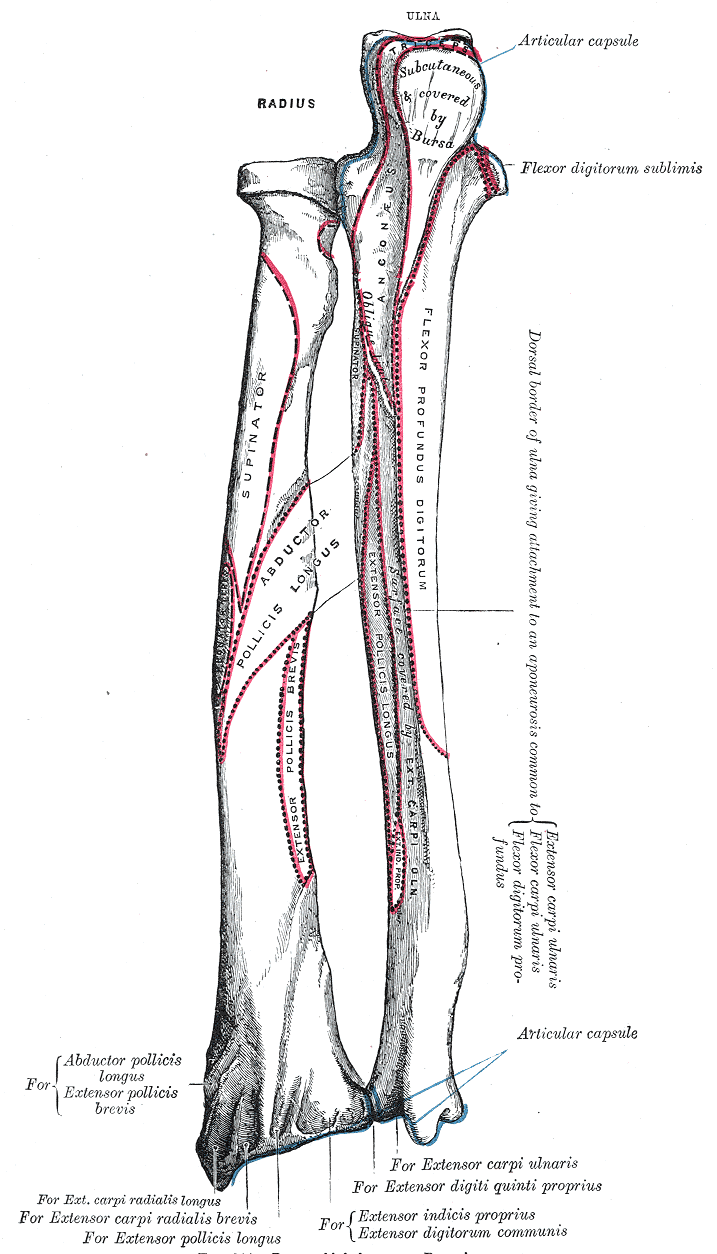
Insertion du muscle triceps brachial sur l'olécrane (extrémité supérieure de l'ulna os à droite)